# El Hachimia (distrito)
El Hachimia é um distrito localizado na província de Bouira, Argélia, e cuja capital é a cidade de mesmo nome, El Hachimia.[carece de fontes?]